# Tumba de Ester y Mordejai
La Tumba de Ester y Mardoqueo (en persa: آرامگاه استر و مردخای) se encuentra en Hamadan, Irán. La creencia generalizada indica que alberga los restos de la bíblica reina Esther y su primo
Mardoqueo (Mordejai), es el lugar de peregrinación más importante para los judíos en el país. En 1891 la tumba fue descrita como una cámara exterior e interior coronada por una cúpula sobre 50 pies de alto. La cúpula había sido cubierta con azulejos azules, pero la mayoría de ellos se han caído. Algunas tumbas de individuos judíos dignos se encuentran dentro de la cámara exterior. Según Stuart Brown, el sitio es más probablemente el sepulcro de Susa-Dukht, la consorte judía de Yazdigird I (399-420 dC).